# 龙凤镇耶稣圣心堂
龙凤镇耶稣圣心堂是天主教重庆总教区的一座教堂，位于重庆市北碚区龙凤镇。

## 现状
现教堂建筑是于21世纪初在原塑料厂的基础上修建的，位于北碚区龙凤镇龙溪路右转龙溪支路尽头。
圣心堂是北碚区唯一一所天主教堂，现服务北碚区100余位教友。平日早8:30有弥撒。
现任本堂司铎是张开林神父。